# Omarama
Omarama est un petit village (231 habitants au recensement de 2006) à l'intersection des routes nationales 8 et 83 à proximité de la fin sud du Bassin de Mackenzie dans l'île du Sud en Nouvelle-Zélande. Omara se trouve dans le district de Waitaki dans l'ancienne province d'Otago. Le fleuve Ahuriri se trouve à courte distance du nord du village.
Omarama offre divers services aux paysans et autres habitants. En particulier, on trouve des magasins d'alimentation, un bureau de poste et des stations-service. Ces services sont en expansion à cause de l'augmentation de la population et du nombre de touristes. Le nombre d'auberges de jeunesse et de chambres d'hôtes s'est accru considérablement en raison de l'afflux de randonneurs. Ce village attire aussi les pêcheurs, artistes, astronomes, vélivoles, skieurs et autres.
Une proportion significative des habitants sont employés par la compagnie Meridian Energy Limited qui est une compagnie d'État assurant la fourniture d'électricité hydraulique.
Omarama est le nom Mâori signifiant « Endroit lumineux » à cause des ciels exceptionnellement clairs de la région.

## Tourisme

### Falaises d'argile d'Omarama
Les falaises sont situées à proximité du fleuve Ahuriri, à une courte distance du nord du village, accessible par l'intersection les routes nationales  SH  et SH . Elles constituent une attraction touristique de la région dont la plus grande partie est située dans le Parc de conservation d'Ahuriri. Ce parc créé en 2005 comportait la ferme de Birchwood Station, qui jouissait d'un bail. Il contenait en outre, de vastes zones humides qui n'étaient pas exploitées au maximum de leur potentiel. Birchwood Station a poursuivi son activité agricole jusqu'à la fin du bail en 2010. Les falaises appartiennent à des intérêts privés, le stationnement est payant.

### Vol à voile
À cause des excellentes conditions aérologiques et de la beauté du paysage, ce village héberge un centre de vol à voile de renommée mondiale. Il a hébergé en 1995 les championnats du monde de vol à voile organisés par la Fédération aéronautique internationale.
Les pilotes viennent à Omarama pour effectuer des vols d'onde, vols de pente ou tout simplement exploiter les thermiques de la région.
Dans de bonnes conditions, les pilotes peuvent effectuer des vols de plus de 1 000 km. Plusieurs records nationaux et mondiaux ont été battus et les conditions aérologiques locales ont attiré des chasseurs de records comme Steve Fosset.
Le club de vol à voile d'Omarama et d'autres structures commerciales sont basées à Omarama qui fournissent toute une palette de services aux pilotes locaux, aux pilotes visiteurs et au grand public comme de l'école, des baptêmes de l'air ou tout simplement des remorqués.